# Chuck Palahniuk
Charles Michael "Chuck" Palahniuk (Pasco, Washington, 1962. február 21. –) amerikai szatirikus regényíró és újságíró. Felmenői Ukrajnából származnak. Díjnyertes Harcosok klubja című regénye alapozta meg hírnevét szerte a világon, mely valójában a mű filmváltozatának sikere után vált híressé.

## Élete
Palahniuk egy lakókocsiban nőtt fel családjával. Mikor szülei szétköltöztek, majd elváltak, három testvérével gyakran maradtak a nagyszülők kelet-washingtoni farmján.
Palahniuk az Oregoni Egyetem zsurnalisztika szakán végzett 1986-ban. Az egyetemi évek alatt egy oregoni rádiónál dolgozott. Röviddel ezután Portlandbe költözött. Rövid ideig egy helyi lapnak írt, majd dízel kamionokat szerelt hosszú ideig. Ez idő alatt használati utasításokat írt a kamionokhoz és hébe-hóba továbbra is jelentek meg újságcikkei. Egy Landmark Education nevű szervezet ingyenes kurzusának elvégzése után Palahniuk 1988-ban abbahagyta az újságírást. Palahniuk egy hajléktalan szálláson vállalt ingyen munkát, hogy valami értékesebbet kezdjen életével. Ennek megfelelően később beteg emberek lelki gyógyulásában segédkezett, s gyakran olyanokkal is foglalkozott, akik gyógyíthatatlan betegségben szenvedtek. Ezekkel az emberekkel csoportos terápiákat szerveztek, hogy egymással osztozhassanak fájdalmaikon. Az egyik beteg halála után azonban ezt az állást felmondta, mivel kettőjük között szoros kapcsolat alakult ki.
Palahniuk belépett a lázadó szellemű Kakofónia Társaságba (Cacophony Society). Azóta is rendszeresen részt vesz a társaság összejövetelein Portland-ben. A társaságban eltöltött időszak nagy hatással volt a szerző későbbi műveire. Ez a társaság szolgáltatta mindenekelőtt a Harcosok klubjában leírt Mayhem projektet.
Palahniuk harmincas évei közepén kezdett írni. Saját bevallása szerint, a Tom Spanbauer amerikai író vezette irodalmi műhelycsoport ösztönözte az írásra, melyet új barátok szerzése végett látogatott. Spanbauer nagy hatással volt Palahniuk minimalista stílusára. Első könyvét (Insomnia: If You Lived Here, You'd Be Home Already) soha sem adta ki, mert nem volt elégedett a történettel (bár egy kis része megjelenik a Harcosok klubjában). Második regényével (Invisible Monsters) kiadói szálltak szembe, mondván, hogy az túl felzaklató. Így kezdett hát dolgozni legnépszerűbb regényén, a Harcosok klubján, melyet saját kiadója még intenzívebb felzaklatására szánt eredetileg. Palahniuk még kamionszerelő időszakában írta a történetet, amit eredetileg novellaként kívánt kiadni (később ez lett a regény 6-os fejezete). Palahniuk nagy meglepetésére kiadója hajlandó volt a könyv kiadására. A David Fincher rendezésével elkészült Hollywood-i film kellett azonban ahhoz, hogy Palahniuk neve igazán bevonuljon a nemzetközi irodalmi életbe. A film kezdeti vegyes fogadtatása ellenére ma már kultusz filmként tisztelt.
Az 1999-es év szörnyű tragédiát hozott Palahniuk életében. Édesapja, Fred Palahniuk, egy Donna Fontaine nevű nővel kezdett viszonyt, akivel a szerző a csoportos terápiák során ismerkedett össze, akinek csoportbeli álneve "Kismet" volt. Fontaine korábbi partnere éppen az ellene elkövetett szexuális erőszak miatt került börtönbe. Az erős fizikumú Fred Palahniuk mellett kereste Donna a megfelelő biztonságot, a bosszúra szomjas volt barát fenyegetése elől. A Shackleford névre hallgató eszelős férfi lelőtte Palahniuk apját és újdonsült barátnőjét is. 2001 tavaszán Shacklefordot halálra ítélte a bíróság. Palahniuk ezek után írta meg Lullaby című regényét, hogy kiírja magából fájdalmát a történtek felett.
Egy 2003 szeptemberi interjúban Palahniuk elárulta egy újságírónak, hogy egy férfivel él együtt. Az újságíró ezt a hírt ugyan nem írta meg cikkében, Palahniuk félreértve a történteket egy internetes oldalon saját maga fedte fel a nagyközönség előtt homoszexualitását.

## Írói stílusa
Palahniuk Lullaby előtti művei hasonlóan egyéni stílusúak. A szereplők olyan emberek, akik ilyen vagy olyan módon a társadalmi élet szélére kerültek, és akik gyakran önpusztító agresszióval reagálnak erre a helyzetre. Ezek a könyvek szatirikus horror történetek.
Palahniuk könyvei gyakran kezdődnek az időrend szerinti végén, melyekben a főhős meséli el az élményeit, hogyan jutott oda, ahol most éppen mesél. Ezen narratív stílus alól kivételt képez a Cigányút (Choke) és a Diary, melyek sokkal lineárisabbak. A cselekményben a vége felé mindig akad egy csavar, amely az időrendbeli végre utal (Palahniuk ezt rejtett fegyvernek ("the hidden gun") nevezi).
Palahniuk írói stílusát nagyban befolyásolták olyan minimalista írók, mint Tom Spanbauer (Palahniuk portlandi tanára 1991–1996 között), Amy Hempel, Mark Richard, Denis Johnson, Thom Jones és Bret Easton Ellis. A minimalista megközelítés szerint, az író leszűkített számú szót használ, rövid mondatokat, hogy azok jobban hasonlítsanak a hétköznapi ember valódi beszédéhez. Egy interjúban egyszer azt nyilatkozta, hogy az igéket jobban szereti, mint a mellékneveket. Bizonyos sorok visszatérő megismétlése a szerző jellegzetes vonása. Palahniuk közismert cinikus és ironikus fekete humoráról, mely minden művében megjelenik. Történetei ezen fanyar humor és a bizarr történetek köré fonódnak.

## Kritikái
Néhány kritikus azzal vádolta Palahniukot, hogy humorosan kezelt abnormális szituációival csupán sokk-hatást kíván elérni („sokk-íróként” sorolták be), ahelyett, hogy a szereplők cselekedeteiről fogalmazna meg kritikus véleményt. Sokan megkérdőjelezték művei non-fiktív vonulatait, melyek csak „sokk-írói" státuszát. Számos kritikus egyenesen nihilizmussal vádolja Palahniukot. Palahniuk saját bevallása szerint ő nem nihilista, csupán romantikus.

## Művei

### Fikció
| Eredeti cím (kiadás éve)                                  | Magyar kiadás címe (kiadás éve, kiadó, fordító) | Megjegyzés                                                                                             |
| --------------------------------------------------------- | --- | --- |
| Fight Club (1996)                                         | Harcosok klubja (2000, Intercom, Varró Attila) Harcosok klubja (2007, Cartaphilus Kiadó, Varró Attila) Harcosok klubja (2013, Trubadúr Kiadó, Varró Attila) + e-könyv Harcosok klubja (2018, Trubadúr Kiadó, Varró Attila) Harcosok klubja (2020, Helikon Kiadó, Varró Attila) | filmadaptáció: Fight Club (1999) videójáték adaptáció: Fight Club (2004)                               |
| Survivor (1999)                                           | Halálkultusz (2003, Szukits Kiadó, Szántai Zsolt) Túlélő (2014, Cartaphilus Kiadó, Sári B. László) | |
| Invisible Monsters (1999) Invisible Monsters Remix (2012) | Láthatatlan szörnyek (2009, Cartaphilus Kiadó, Totth Benedek) | |
| Choke (2001)                                              | Cigányút (2007, Cartaphilus Kiadó, Varró Attila) Fulladás (2013, Trubadúr Kiadó, Varró Attila) + e-könyv | filmadaptáció: Choke (2008)                                                                            |
| Lullaby (2002)                                            | Altató (2010, Cartaphilus Kiadó, Totth Benedek) | |
| Diary (2003)                                              | | |
| Haunted (2005)                                            | Kísértettek (2011, Cartaphilus Kiadó, Roboz Gábor) | |
| Rant (2007)                                               | | |
| Snuff (2008)                                              | | |
| Pygmy (2009)                                              | | |
| Tell-All (2010)                                           | | |
| Damned (2011)                                             | Kárhozott (2012, Cartaphilus Kiadó, Sári B. László) | |
| Doomed (2013)                                             | Halálraítélt (2014, Trubadúr Kiadó, Bajtai Zoltán) + e-könyv | a Damned folytatása                                                                                    |
| Beautiful You (2014)                                      | Beautiful You (2015, Trubadúr Kiadó, Bajtai Zoltán) + e-könyv | |
| Make Something Up: Stories You Can't Unread (2015)        | | novellagyűjtemény A Loser novella magyarul megjelent a 27 képtelen történet gyűjteményben Lúzer címen. |
| Fight Club 2 (2015-2016)                                  | Harcosok klubja 2. – A teljes gyűjtemény (2025, Szukits Kiadó) | a Fight Club folytatása, 10 részes képregénysorozat                                                    |
| Bait: Off-Color Stories For You To Color (2016)           | | felnőtt színezőkönyv                                                                                   |
| Legacy: An Off-Color Novella for You to Color (2017)      | | felnőtt színezőkönyv                                                                                   |
| Adjustment Day (2019)                                     | | |
| Fight Club 3 (2019)                                       | | a Fight Club folytatása, 12 részes képregénysorozat                                                    |
| The Invention of Sound (2020)                             | | |
| Not Forever, But For Now (2023)                           | | |
| Shock Induction (2024)                                    | | |

### Tényirodalom
- Fugitives and Refugees: A Walk in Portland, Oregon (2003)
- Stranger Than Fiction: True Stories (2004)
- Consider This: Moments In My Writing Life After Which Everything Was Different (2020)

## Rajongói
2003-ban Palahniuk hivatalos rajongói oldalának tagjai dokumentumfilmet készítettek a szerző életéről, melynek címe: Postcards from the Future: The Chuck Palahniuk Documentary.
Az oldal tagjai továbbá létrehoztak egy irodalmi műhelyt, ahol maga Chuck Palahniuk tanítja a szakma csínját-bínját. Az író minden hónapban előrukkol egy sajátságos esszével, és az azzal kapcsolatos kérdésekre is minden hónap végén személyesen válaszol. Palahniuk úgy tervezi, hogy ezeket az írásokat egy minimalista gyűjteményben egyszer majd kiadja.

## Díjak
Palahniuk a következő díjakat nyerte:
- 1997-ben a Pacific Northwest Booksellers Association Award (a Harcosok klubjáért)
- 1997-ben az Oregon Könyvdíjat (a Harcosok klubjáért)[18]
- 2003-ban újra a Pacific Northwest Booksellers Association Award (Lullaby című regényéért)[19]

Valamint jelölték az 1999-es Oregon Book Award-ra (Survivor című regényéért), illetve 2002-ben és 2005-ben a Bram Stoker-díjra (Lullaby és Haunted című könyveiért).

## Feldolgozott művei
- Harcosok klubja (1999) David Fincher filmje
- 2004 októberében kiadtak egy videójátékot a film alapján, azonban az elég rossz kritikát kapott.[20]
- Fulladás (2008) Clark Gregg filmje, mely a Cigányút című regényének adaptációja